# 春日通
春日通是日本東京都一條由豐島區池袋經文京区、台東区通至墨田区的道路。亦是明治通（六又陸橋）至四目通（橫川三丁目交差點）間的通稱。六又陸橋交差點至本郷三丁目交差點間與國道254號重複，本郷三丁目交差點至本所一丁目交差點間與東京都道453號本鄉龜戶線重複。池袋方向通過川越街道，御徒町站方向的橫川三丁目交差點前道幅極端狹窄。
池袋站～本郷三丁目站間有東京地下鐵丸之內線在地下行走，春日站～藏前站間有都營地下鐵大江戶線行走。另外，昭和通至國際通間，有筑波快線與大江戶線於其下行走。
主要由以下的國道、都道組成。
- 國道254號（六又陸橋交差點～本郷三丁目交差點）
- 東京都道453號本鄉龜戶線（本郷三丁目交差點～本所一丁目交差點）

## 春日通內的有名地點
- 太陽城
- 拓殖大學
- 中央大學理工學院
- 東京巨蛋城
- 小石川植物園
- 東京大學
- 湯島天神
- 上野松坂屋
- 上野公園
- 阿美橫丁
- 多慶屋（日语：多慶屋）
- 廄橋（日语：厩橋）

## 與春日通交差的道路
- 川越街道（國道254號、東京都道435號音羽池袋線）- 六又陸橋交差點
- 明治通（東京都道305號芝新宿王子線）- 六又陸橋交差點
- 不忍通（東京都道437號秋葉原雜司谷線）- 大塚三丁目交差點
- 千川通（東京都道436號小石川西巢鴨線）- 富坂下交差點
- 白山通（東京都道301號白山祝田田町線）- 春日町交差點
- 本鄉通（國道17號）- 本郷三丁目交差點
- 昌平橋通（東京都道403號大手町湯島線、東京都道452號神田白山線（重複））- 天神下（湯島站前）交差點
- 中央通（東京都道437號秋葉原雜司谷線）- 上野廣小路交差點
- 昭和通（國道4號）- 御徒町站前交差點
- 清洲橋通 - 元淺草交差點
- 新堀通 -
- 國際通（東京都道462號藏前三輪線）- 壽三丁目交差點
- 江戶通（國道6號）- 藏前交差點
- 清澄通（東京都道463號上野月島線）- 本所一丁目交差點
- 三目通（東京都道319號環狀三號線）- 本所三、四丁目交差點
- 四目通（東京都道465號深川吾嬬線）- 橫川三丁目交差點

## 與春日通連接的車站、路線
- 池袋站（JR、西武鐵道、東武鐵道、東京地下鐵丸之內線、東京地下鐵有樂町線）
- 新大塚站（東京地下鐵丸之內線）
- 茗荷谷站（東京地下鐵丸之內線）
- 後樂園站（東京地下鐵丸之內線、南北線）
- 春日站（都營三田線、大江戶線）
- 本鄉三丁目站（東京地下鐵丸之內線、都營大江戶線）
- 湯島站（東京地下鐵千代田線）
- 上野廣小路站（東京地下鐵銀座線）
- 上野御徒町站（都營大江戶線）
- 御徒町站（JR）
- 仲御徒町站（東京地下鐵日比谷線）
- 新御徒町站（都營大江戶線、首都圈新都市鐵道筑波快線）
- 藏前站（都營大江戶線）

## 通過春日通的巴士路線
- 都營巴士都02系統
- 都營巴士都02乙系統
- 都營巴士學01系統
- 都營巴士草24系統
- 都營巴士上69系統